# 26 Pułk Czołgów Średnich

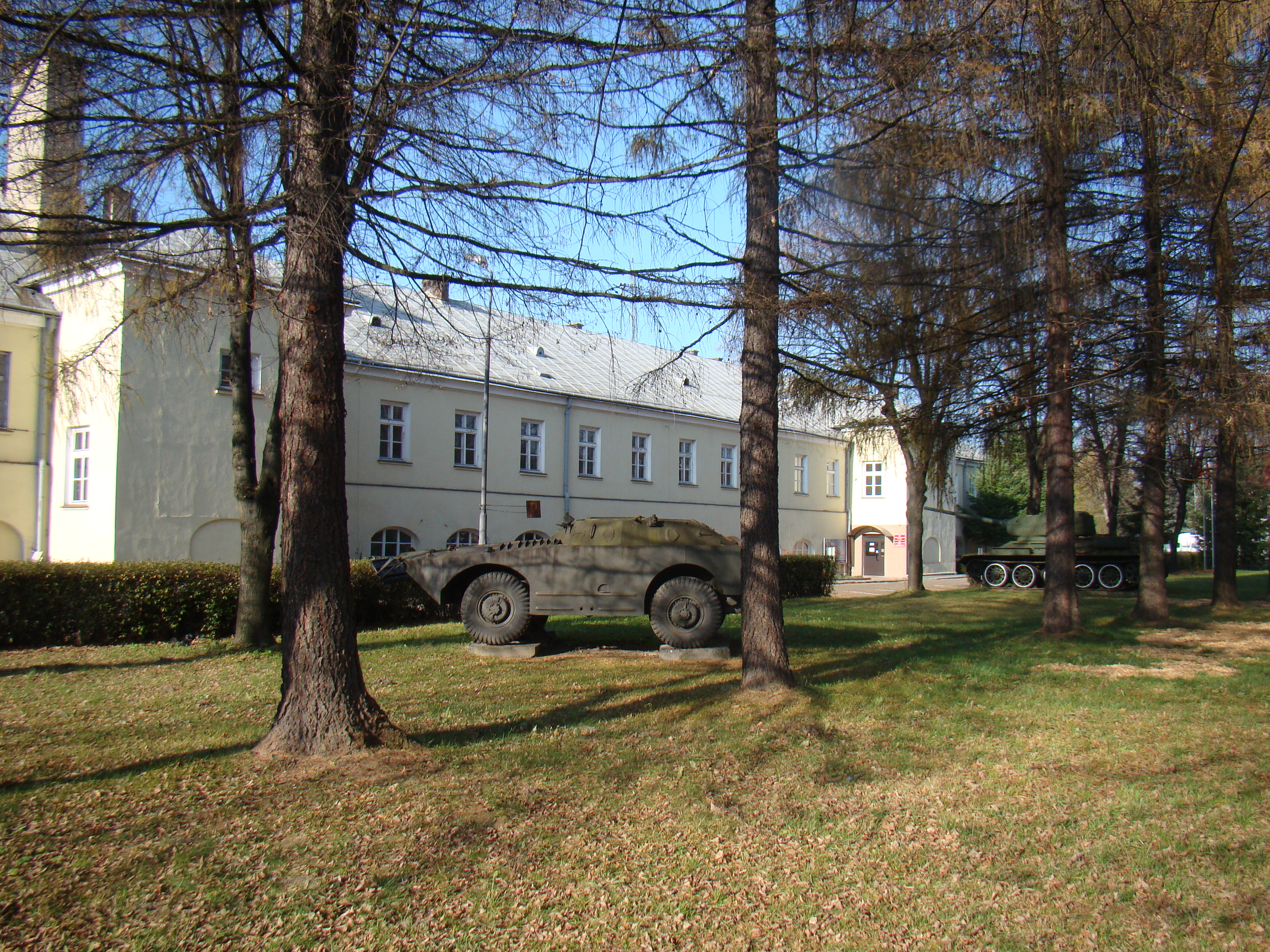
Koszary 26 pcz w Olchowcach

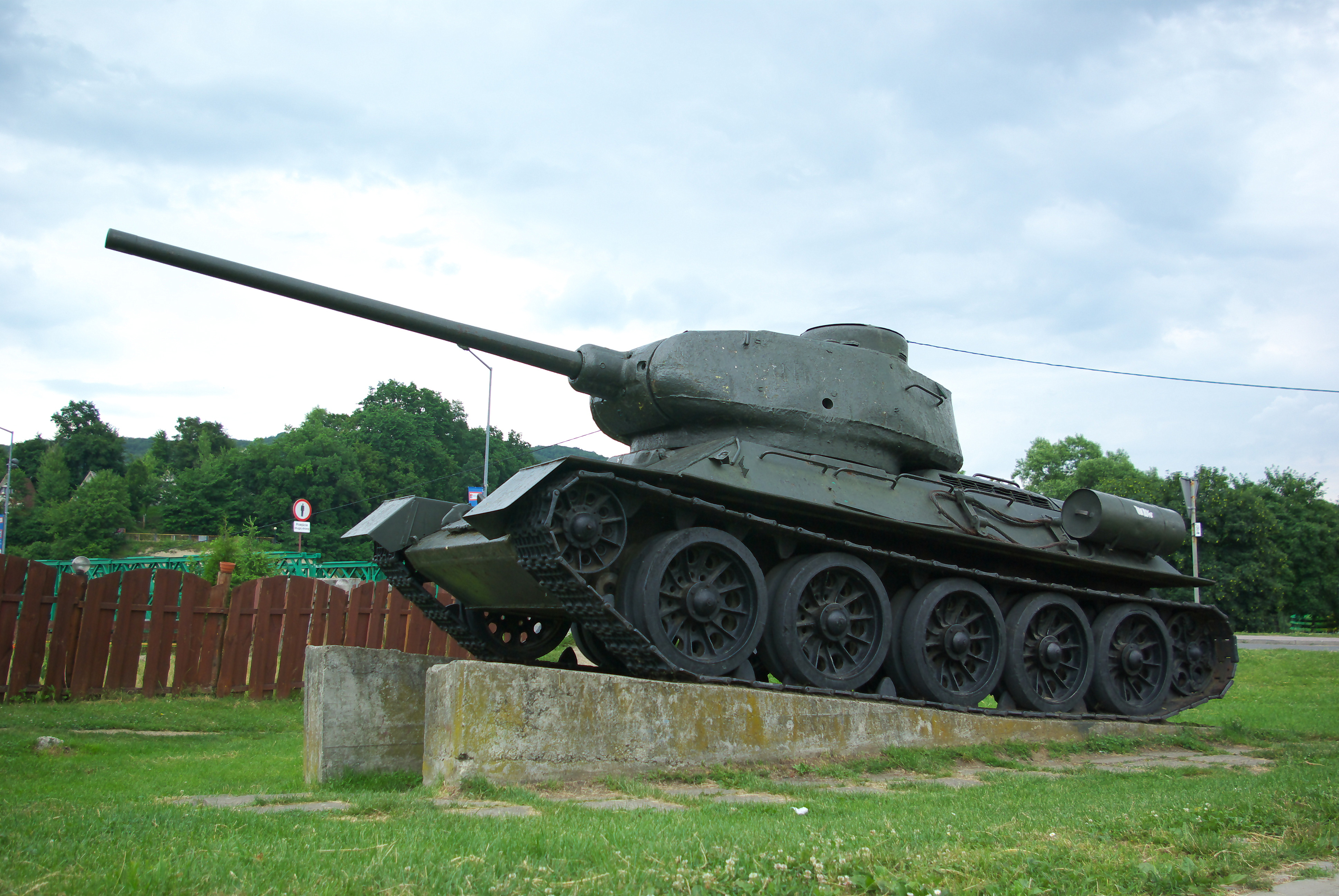
Pomnik-czołg T-34/85 obok Mostu Białogórskiego w Sanoku

26 Pułk Czołgów Średnich im. Dąbrowszczaków (26 pcz) – oddział wojsk pancernych ludowego Wojska Polskiego.
4 maja 1967 Minister Obrony Narodowej przemianował 32 pułk czołgów na 26 pułk czołgów średnich. Wcześniej oddział przyjął dziedzictwo tradycji 26 pułku piechoty.
Pułk wchodził w skład 9 Drezdeńskiej Dywizji Zmechanizowanej i stacjonował w garnizonie Sanok-Olchowce.

## Skład
Dowództwo i sztab
- 5 kompanii czołgów - 16 T 34/85
- bateria przeciwlotnicza
- kompania rozpoznawcza
- kompania saperów
- kompania łączności
- kompania medyczna
- kompania remontowa
- kompania zaopatrzenia
- pluton ochrony i regulacji ruchu
- pluton chemiczny

## Żołnierze
Dowódcy
- ppłk Andrzej Bernacki[4]

Oficerowie
- Tadeusz Orłowski – szef służby łączności (1962 – IV 1969)